# 克里斯普县 (佐治亚州)
克里斯普县（英語：Crisp County）是位于美国佐治亚州中部的一个县，面积728平方公里，县治科迪尔。根据2000年美国人口普查，共有人口22,017。
克里斯普县成立于1905年8月17日。